# Stig Severinsen
Stig Severinsen, né le 8 mars 1973 à Aalborg, est un apnéiste danois, quadruple champion du monde d'apnée libre et détenteur de deux Guinness World Records.
Le 3 mai 2012 (à la London School of Diving, Londres, Royaume-Uni), il a obtenu un Guinness World Record pour la plus longue apnée immobile sous l'eau avec 22 minutes. Il a été autorisé à effectuer une hyperventilation à l'oxygène pur avant cette tentative, celle-ci a duré 19 minutes et 30 secondes.